# 狭叶垂头菊
狭叶垂头菊（学名：Cremanthodium angustifolium）是菊科垂头菊属的植物，是中国的特有植物。分布在中国大陆的云南、西藏等地，生长于海拔3,200米至4,800米的地区，多生长于河边、草坡、灌丛中以及高山沼泽地，目前尚未由人工引种栽培。